# Großer Preis von Großbritannien 1965
Der Große Preis von Großbritannien 1965 (offiziell XVIII RAC British Grand Prix) fand am 10. Juli auf dem Silverstone Circuit in Silverstone statt und war das fünfte Rennen der Automobil-Weltmeisterschaft 1965.

## Berichte

### Hintergrund

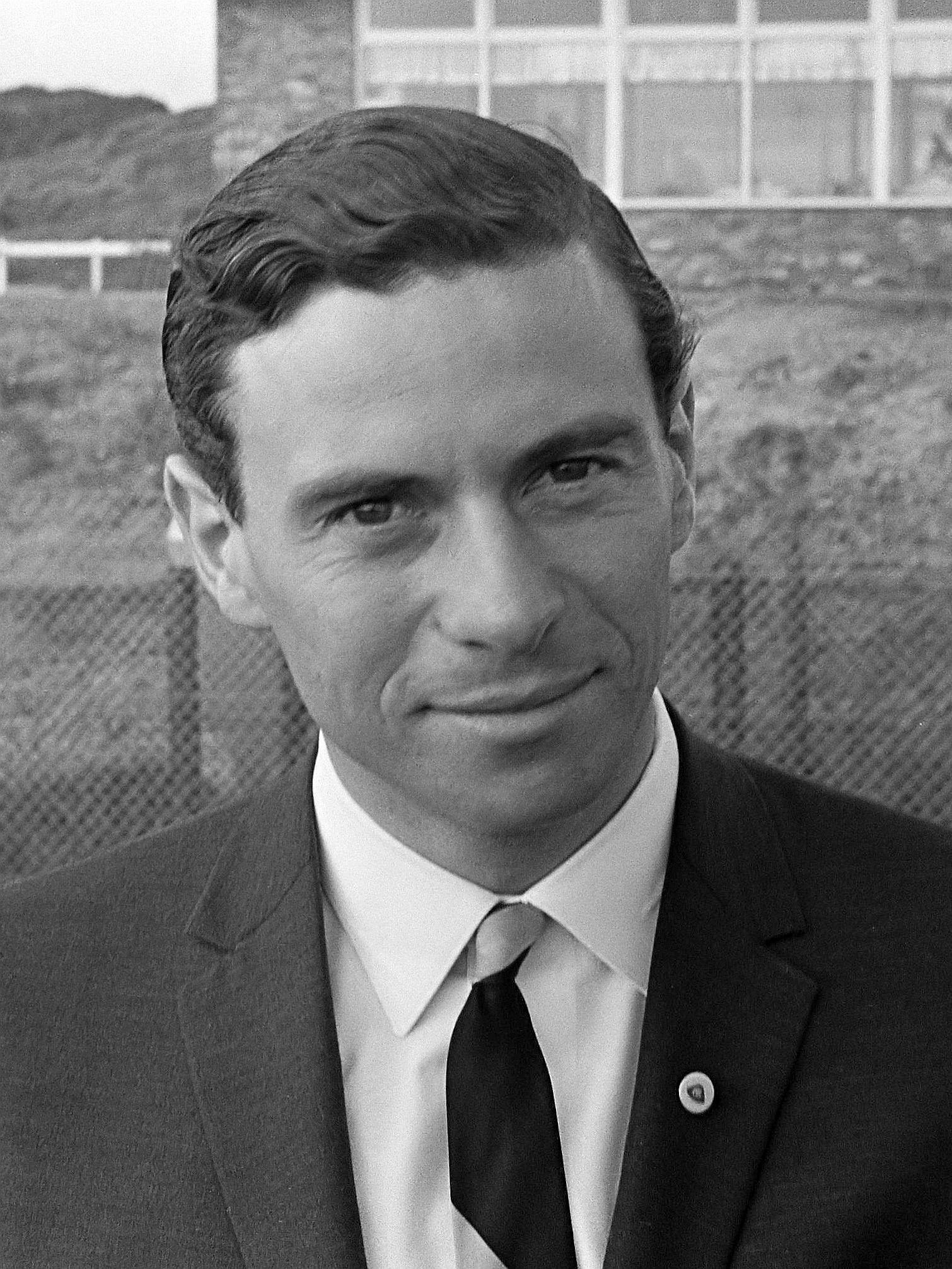
Vierter Sieg in Folge beim Großen Preis von Großbritannien von Jim Clark

Die Organisation des Großen Preises von Großbritannien wurde vom Royal Automobile Club auf den British Racing Drivers’ Club übertragen. Der BRDC übernahm in den folgenden Jahren dauerhaft die Austragung des Rennens. Im jährlichen Wechsel wurde der Große Preis von Großbritannien wieder in Silverstone ausgetragen, nachdem er im Vorjahr in Brands Hatch stattgefunden hatte.
Die Scuderia Ferrari meldete einen Ferrari 1512 für John Surtees und einen Ferrari 158 für Lorenzo Bandini. Ein weiterer Ferrari 158 diente als Ersatzwagen für Surtees, den er aber nicht nutzte. Damit tauschten die beiden Fahrer ihre Wagen, die sie zuvor bei jedem Rennen fuhren. Das Team Lotus meldete zwei Lotus 33, die auch zum Einsatz kamen. Ein alter Lotus 25, mit dem Jim Clark das vorhergehende Rennen gewonnen hatte, war als Ersatzfahrzeug sowohl für Clark als auch für Mike Spence vorgesehen. Brabham meldete das erste Mal drei Fahrzeuge. Neben Jack Brabham und Dan Gurney erhielt erneut Denis Hulme ein Cockpit. Im Gegensatz zum Brabham BT11 seiner Teamkollegen fuhr er allerdings mit einem älteren Brabham BT7. Honda zog vor dem Rennen die Meldung von Ronnie Bucknum zurück und startete nur mit einem Fahrzeug für Richie Ginther.
Bei den Teams mit Kundenfahrzeugen kehrte Richard Attwood nach seiner Verletzungspause wieder in die Automobil-Weltmeisterschaft zurück und ersetzte Chris Amon. Zweiter Fahrer war weiterhin Innes Ireland. Amon war stattdessen das einzige Mal in seiner Karriere für Ian Raby Racing gemeldet, die zwei Brabham BT3 einsetzten. Auf dem zweiten Fahrzeug fuhr Ian Raby sein letztes Rennen in der Automobil-Weltmeisterschaft. Er war 1965 ein weiteres Mal für den Großen Preis von Deutschland gemeldet, qualifizierte sich jedoch nicht. Nach einem Rennen Pause war auch John Willment Automobiles wieder dabei. Das Team brachte einen Brabham BT11 für Frank Gardner an den Start. Für die Scuderia Centro Sud fuhr Masten Gregory. Nach einem Rennen folgte allerdings die nächste Pause für die Scuderia Centro Sud. Bob Gerard Racing setzte einen Cooper T60 mit Climax-Motor für John Rhodes ein und einen Cooper T73 mit Ford-Motor für Alan Rollinson. Brian Gubby war privat mit einem Lotus 24 gemeldet. Für Gubby und Rollinson blieb es die einzige Meldung in der Automobil-Weltmeisterschaft, für Rhodes der einzige Grand Prix.
Gurney bestritt seinen 50. Grand Prix.
Mit Jack Brabham und Clark nahmen zwei ehemalige Sieger am Rennen teil, Clark gewann das Rennen in den drei vorangegangenen Jahren. Bei den Konstrukteuren war Ferrari zuvor siebenmal erfolgreich, Lotus dreimal und Cooper zweimal. In der Fahrerwertung führte Clark deutlich vor Graham Hill und Jackie Stewart. In der Konstrukteurswertung war Lotus knapp Erster vor B.R.M., Ferrari war mit größerem Abstand Dritter.

### Training
Am Donnerstag fanden die ersten beiden Trainingssitzungen statt. Da die Teams am Freitag mit Regen rechneten, wurden bereits von Beginn an schnelle Rundenzeiten gefahren. Surtees war mit seinem Ferrari 1512 schneller als Bandini mit dem Ferrari 158 und fuhr die erste Bestzeit. Kurze Zeit später verbesserten sich Hill, Stewart und Clark ebenfalls. In der zweiten Trainingssitzung duellierten sich Hill und Clark um die schnellste Rundenzeit und unterboten sich dabei mehrfach. Surtees lag mit knappem Abstand auf dem dritten Rang. Gegen Ende des Trainings setzte sich Hill gegen Clark durch und erreichte die schnellste Rundenzeit des Tages.
Am Freitag fand eine weitere Trainingssitzung statt; sie dauerte 2,5 Stunden. Der erwartete Regen blieb aus, sodass die meisten Fahrer ihre Zeiten weiter verbesserten. Mit einer Zeit von 1:30,8 Minuten erzielte Clark eine neue Bestzeit und war zwei Zehntelsekunden schneller als Hill. Für Clark war es die zweite Pole-Position in Folge und die insgesamt dritte der Saison. Ginther verbesserte sich auf Rang drei, war jedoch eine halbe Sekunde langsamer als Clark. Sowohl Stewart als auch Surtees fuhren die gleiche Rundenzeit wie Ginther und qualifizierten sich auf den Plätzen vier und fünf. Spence wurde Sechster vor den beiden Brabham von Gurney und Brabham. Die ersten zehn wurden komplettiert von Bandini und Hulme. Beide Cooper des Werkteams qualifizierten sich im Mittelfeld auf den Plätzen elf und zwölf, lagen aber noch vor den Fahrern mit Kundenfahrzeugen, von denen Gardner der schnellste war.
Die Bedingung der Rennleitung für die Rennqualifikation war, dass ein Fahrer maximal fünf Sekunden langsamer als der Drittplatzierte sein durfte. Diese Zeit lag bei 1:36,3. Rhodes, Rollinson und Gubby verfehlten sie und waren somit nicht fürs Rennen qualifiziert. Da Raby aber mit dem Fahrzeug von Amon an den Start ging und Brabham seinen Wagen Gurney zur Verfügung stellte, erhielt Rhodes trotz Nicht-Qualifikation und schlechterer Trainingszeit als Rollinson eine Starterlaubnis.

### Rennen
In der Startaufstellung hatte Gurney einen Motorschaden. Brabham verzichtete daraufhin auf einen Start und gab Gurney sowohl seinen Wagen als auch seinen Startplatz. Dies war das erste Rennen in der Karriere von Brabham, für das er sich qualifizierte, aber nicht startete. Clark gewann das Startduell und lag kurzzeitig vor Ginther, der Clark aber noch vor der ersten Kurve überholte. Noch während der ersten Rennrunde konterte Clark und übernahm die Führung. Ginther fiel in der zweiten Runde hinter Surtees und Hill zurück. Hill lag auf Rang zwei und kam an Clark heran, dahinter bildete sich in den folgenden Runden eine Lücke zu Surtees, der mit Ginther um den dritten Platz kämpfte. Stewart, Spence, McLaren und Hulme bildeten dahinter eine Gruppe, die um die restlichen Punkteränge konkurrierte.
Bandini schied in Runde zwei mit Motorschaden aus. Bonnier war an der Box, um sich ein gebrochenes Rohr an seinem Fahrzeug reparieren zu lassen. Gregory benötigte einen Boxenstopp für eine Reparatur des Getriebes. An der Spitze vergrößerte Clark seinen Vorsprung auf Hill, dahinter schlossen sich die beiden Verfolgergruppen zu einer größeren zusammen, nachdem Surtees und Ginther kleinere Probleme hatten. Ginther fiel weitere Positionen zurück und schied später aus. Erneut erreichte Honda durch einen technischen Defekt nicht das Ziel. In Runde 24 überholte Spence im Kampf um Platz vier Stewart, der Schwierigkeiten mit dem Handling seines Wagens hatte. In der gleichen Runde drehte sich Rindt von der Strecke und verlor dadurch zwei Positionen. Spence holte in den folgenden Runden auf den drittplatzierten Surtees auf und überholte ihn, Stewart fiel hinter den beiden Fahrern etwas zurück.
In Runde 29 schied Hulme aus, vier Runden später folgte Anderson. Auch Rhodes und Ireland stellten ihre Wagen wegen technischer Defekte im späteren Rennverlauf ab. McLaren hielt an der Box an, da sein Getriebe nicht mehr richtig funktionierte und er Schwierigkeiten beim Wechseln der Gänge hatte. Das Problem konnte nicht behoben werden und McLaren setzte das Rennen am Ende des Feldes fort. Sein Teamkollege Rindt hatte in Runde 62 einen Motorschaden, wurde jedoch noch auf Rang 14 gewertet. Cooper blieb somit ohne Punkte bei diesem Rennen.
Zehn Runden vor Rennende hatte Clark eine halbe Runde Vorsprung auf Hill, allerdings funktionierte die Kraftstoffpumpe nicht mehr ordnungsgemäß. Dieser Defekt wirkte sich anfangs kaum auf die Rundenzeiten von Clark aus, war aber deutlich hörbar. B.R.M. signalisierte Hill, dass Clark Probleme an seinem Lotus hatte, woraufhin Hill sein Tempo erhöhte und den Abstand zum Führenden kontinuierlich verringerte. Clarks Lotus begann zusätzlich Öl zu verlieren und Clark war gezwungen, in den Kurven kein Gas mehr zu geben. Er fuhr bis zum Rennende langsam und vorsichtig, um keinen Motorschaden zu riskieren, wodurch Hill schnell aufholte. Zum Beginn der letzten Rennrunde lag der Führende für Hill bereits in Sichtweite, er kam jedoch nur bis auf drei Sekunden Abstand heran, bevor Clark die Ziellinie überquerte. Hill fuhr in diesem Umlauf die schnellste Rennrunde, die zudem ein neuer Streckenrekord war.
Clark gewann zum vierten Mal in Folge den Großen Preis von Großbritannien. Er ist bis heute der einzige Fahrer, dem dies gelang. In der Saison war es für ihn der dritte Sieg in Folge und bereits der vierte insgesamt von vier Rennen, an denen er teilgenommen hatte. Surtees wurde Dritter und erzielte die letzte Podiumsplatzierung für Ferrari in der Saison. Die weiteren Punkte gingen an Spence, Stewart und Gurney. Bonnier wurde Siebter vor Gardner, Siffert und McLaren. In der Fahrerwertung baute Clark seinen Vorsprung vor Hill auf 13 Punkte aus, auf Rang drei blieb Stewart. In der Konstrukteurswertung hatte Lotus nach dem Rennen fünf Punkte Vorsprung auf B.R.M. und 16 auf Ferrari.

## Meldeliste
| Team                        | Nr. | Fahrer          | Chassis       | Motor                | Reifen |
| --------------------------- | --- | --------------- | ------------- | -------------------- | ------ |
| Scuderia Ferrari SpA SEFAC  | 01  | John Surtees    | Ferrari 1512  | Ferrari 1.5 V12      | D      |
| Scuderia Ferrari SpA SEFAC  | 71  | John Surtees    | Ferrari 158   | Ferrari 1.5 V8       | D      |
| Scuderia Ferrari SpA SEFAC  | 02  | Lorenzo Bandini | Ferrari 158   | Ferrari 1.5 V8       | D      |
| Owen Racing Organisation    | 03  | Graham Hill     | BRM P261      | BRM 1.5 V8           | D      |
| Owen Racing Organisation    | 04  | Jackie Stewart  | BRM P261      | BRM 1.5 V8           | D      |
| Team Lotus                  | 05  | Jim Clark       | Lotus 33      | Climax 1.5 V8        | D      |
| Team Lotus                  | 06  | Mike Spence     | Lotus 33      | Climax 1.5 V8        | D      |
| Team Lotus                  | 77  | Jim Clark       | Lotus 25      | Climax 1.5 V8        | D      |
| Team Lotus                  | 77  | Mike Spence     | Lotus 25      | Climax 1.5 V8        | D      |
| Brabham Racing Organisation | 07  | Jack Brabham    | Brabham BT11  | Climax 1.5 V8        | G      |
| Brabham Racing Organisation | 07  | Dan Gurney      | Brabham BT11  | Climax 1.5 V8        | G      |
| Brabham Racing Organisation | 08  | Dan Gurney      | Brabham BT11  | Climax 1.5 V8        | G      |
| Brabham Racing Organisation | 14  | Denis Hulme     | Brabham BT7   | Climax 1.5 V8        | G      |
| Cooper Car Company          | 09  | Bruce McLaren   | Cooper T77    | Climax 1.5 V8        | D      |
| Cooper Car Company          | 10  | Jochen Rindt    | Cooper T77    | Climax 1.5 V8        | D      |
| Honda R&D Co.               | 11  | Richie Ginther  | Honda RA272   | Honda 1.5 V12        | G      |
| Scuderia Centro Sud         | 12  | Masten Gregory  | BRM P57       | BRM 1.5 V8           | D      |
| Rob Walker Racing Team      | 15  | Joakim Bonnier  | Brabham BT7   | Climax 1.5 V8        | D      |
| Rob Walker Racing Team      | 16  | Joseph Siffert  | Brabham BT11  | BRM 1.5 V8           | D      |
| John Willment Automobiles   | 17  | Frank Gardner   | Brabham BT11  | BRM 1.5 V8           | D      |
| DW Racing Enterprises       | 30  | Bob Anderson    | Brabham BT11  | Climax 1.5 V8        | D      |
| Bob Gerard Racing           | 20  | John Rhodes     | Cooper T60    | Climax 1.5 V8        | D      |
| Bob Gerard Racing           | 25  | Alan Rollinson  | Cooper T71/73 | Ford-Cosworth 1.5 L4 | D      |
| Reg Parnell Racing          | 22  | Richard Attwood | Lotus 25      | BRM 1.5 V8           | D      |
| Reg Parnell Racing          | 23  | Innes Ireland   | Lotus 25      | BRM 1.5 V8           | D      |
| Ian Raby Racing             | 24  | Ian Raby        | Brabham BT3   | BRM 1.5 V8           | D      |
| Ian Raby Racing             | 24  | Chris Amon      | Brabham BT3   | BRM 1.5 V8           | D      |
| Brian Gubby                 | 26  | Brian Gubby     | Lotus 24      | Climax 1.5 V8        | D      |

Anmerkungen
1. 1 2  John Surtees fuhr den Ferrari 1512 mit der Nummer 1 in den Trainingssitzungen und im Rennen.
2. 1 2  Jim Clark fuhr den Lotus 33 mit der Nummer 5 in den Trainingssitzungen und im Rennen, Mike Spence den Lotus 33 mit der Nummer 6.
3. 1 2 3  Dan Gurney fuhr den Brabham mit der Nummer 8 in den Trainingssitzungen, Jack Brabham fuhr den Wagen mit der Nummer 7. Im Rennen pilotierte Dan Gurney den Brabham mit der Nummer 7, Jack Brabham verzichtete auf die Rennteilnahme.
4. 1 2  Beide Fahrer fuhren den Brabham mit der Nummer 24 in den Trainingssitzungen. Im Rennen wurde das Fahrzeug von Ian Raby gefahren, Amon nahm nicht am Rennen teil.

## Klassifikationen

### Startaufstellung
| Pos. | Fahrer          | Konstrukteur   | Zeit   | Ø-Geschwindigkeit | Start |
| ---- | --------------- | -------------- | ------ | ----------------- | ----- |
| 01   | Jim Clark       | Lotus-Climax   | 1:30,8 | 186,78 km/h       | 01    |
| 02   | Graham Hill     | B.R.M.         | 1:31,0 | 186,37 km/h       | 02    |
| 03   | Richie Ginther  | Honda          | 1:31,3 | 185,76 km/h       | 03    |
| 04   | Jackie Stewart  | B.R.M.         | 1:31,3 | 185,76 km/h       | 04    |
| 05   | John Surtees    | Ferrari        | 1:31,3 | 185,76 km/h       | 05    |
| 06   | Mike Spence     | Lotus-Climax   | 1:31,7 | 184,95 km/h       | 06    |
| 07   | Dan Gurney      | Brabham-Climax | 1:31,9 | 184,54 km/h       | 07    |
| 08   | Jack Brabham    | Brabham-Climax | 1:32,5 | 183,35 km/h       | 08    |
| 09   | Lorenzo Bandini | Ferrari        | 1:32,7 | 182,95 km/h       | 09    |
| 10   | Denis Hulme     | Brabham-Climax | 1:32,7 | 182,95 km/h       | 10    |
| 11   | Bruce McLaren   | Cooper-Climax  | 1:32,8 | 182,75 km/h       | 11    |
| 12   | Jochen Rindt    | Cooper-Climax  | 1:32,9 | 182,56 km/h       | 12    |
| 13   | Frank Gardner   | Brabham-B.R.M. | 1:33,4 | 181,58 km/h       | 13    |
| 14   | Joakim Bonnier  | Brabham-Climax | 1:33,5 | 181,39 km/h       | 14    |
| 15   | Innes Ireland   | Lotus-B.R.M.   | 1:33,6 | 181,19 km/h       | 15    |
| 16   | Richard Attwood | Lotus-B.R.M.   | 1:33,8 | 180,81 km/h       | 16    |
| 17   | Bob Anderson    | Brabham-Climax | 1:34,1 | 180,23 km/h       | 17    |
| 18   | Joseph Siffert  | Brabham-B.R.M. | 1:34,2 | 180,04 km/h       | 18    |
| 19   | Masten Gregory  | B.R.M.         | 1:35,9 | 176,85 km/h       | 19    |
| 20   | Ian Raby        | Brabham-B.R.M. | 1:36,0 | 176,66 km/h       | 20    |
| DNQ  | Alan Rollinson  | Cooper-Ford    | 1:39,0 | 171,31 km/h       | –     |
| 22   | John Rhodes     | Cooper-Climax  | 1:39,4 | 170,62 km/h       | 21    |
| DNQ  | Brian Gubby     | Lotus-Climax   | 1:45,1 | 161,37 km/h       | –     |

### Rennen
| Pos. | Fahrer          | Konstrukteur   | Runden | Stopps | Zeit        | Start | Schnellste Runde |
| ---- | --------------- | -------------- | ------ | ------ | ----------- | ----- | ---------------- |
| 01   | Jim Clark       | Lotus-Climax   | 80     | 0      | 2:05:25,400 | 01    |                  |
| 02   | Graham Hill     | B.R.M.         | 80     | 0      | + 3,200     | 02    | 1:32,2 (80.)     |
| 03   | John Surtees    | Ferrari        | 80     | 0      | + 27,600    | 05    |                  |
| 04   | Mike Spence     | Lotus-Climax   | 80     | 0      | + 39,600    | 06    |                  |
| 05   | Jackie Stewart  | B.R.M.         | 80     | 0      | + 1:14,600  | 04    |                  |
| 06   | Dan Gurney      | Brabham-Climax | 79     | 0      | + 1 Runde   | 07    |                  |
| 07   | Joakim Bonnier  | Brabham-Climax | 79     | 1      | + 1 Runde   | 14    |                  |
| 08   | Frank Gardner   | Brabham-Climax | 78     | 0      | + 2 Runden  | 13    |                  |
| 09   | Joseph Siffert  | Brabham-B.R.M. | 78     | 0      | + 2 Runden  | 18    |                  |
| 10   | Bruce McLaren   | Cooper-Climax  | 77     | 1      | + 3 Runden  | 11    |                  |
| 11   | Ian Raby        | Brabham-B.R.M. | 73     | 0      | + 7 Runden  | 20    |                  |
| 12   | Masten Gregory  | B.R.M.         | 70     | 1      | + 10 Runden | 19    |                  |
| 13   | Richard Attwood | Lotus-B.R.M.   | 63     | 0      | + 17 Runden | 16    |                  |
| 14   | Jochen Rindt    | Cooper-Climax  | 62     | 0      | + 18 Runden | 12    |                  |
| –    | Innes Ireland   | Lotus-B.R.M.   | 41     | 0      | DNF         | 15    |                  |
| –    | John Rhodes     | Cooper-Climax  | 38     | 0      | DNF         | 21    |                  |
| –    | Bob Anderson    | Brabham-Climax | 33     | 0      | DNF         | 17    |                  |
| –    | Denis Hulme     | Brabham-Climax | 29     | 0      | DNF         | 10    |                  |
| –    | Richie Ginther  | Honda          | 26     | 0      | DNF         | 03    |                  |
| –    | Lorenzo Bandini | Ferrari        | 2      | 0      | DNF         | 09    |                  |
| DNS  | Chris Amon      | Brabham-B.R.M. | –      | –      | –           | –     | –                |
| DNS  | Jack Brabham    | Brabham-Climax | –      | –      | –           | –     | –                |

## WM-Stände nach dem Rennen
Die ersten sechs des Rennens bekamen 9, 6, 4, 3, 2, 1 Punkte. Es zählten nur die sechs besten Ergebnisse aus zehn Rennen. In der Konstrukteurswertung zählten dabei nur die Punkte des bestplatzierten Fahrers eines Teams.

### Fahrerwertung
| Pos. | Fahrer          | Konstrukteur                | Punkte |
| ---- | --------------- | --------------------------- | ------ |
| 01   | Jim Clark       | Lotus-Climax                | 36     |
| 02   | Graham Hill     | B.R.M.                      | 23     |
| 03   | Jackie Stewart  | B.R.M.                      | 19     |
| 04   | John Surtees    | Ferrari                     | 17     |
| 05   | Bruce McLaren   | Cooper-Climax               | 8      |
| 06   | Lorenzo Bandini | Ferrari                     | 6      |
| 07   | Denis Hulme     | Brabham-Climax              | 6      |
| 08   | Mike Spence     | Lotus-Climax                | 4      |
| 09   | Jack Brabham    | Brabham-Climax              | 3      |
| 10   | Joseph Siffert  | Brabham-B.R.M.              | 2      |
| 11   | Dan Gurney      | Brabham-Climax              | 1      |
| 12   | Richie Ginther  | Honda                       | 0      |
| 13   | Joakim Bonnier  | Brabham-Climax              | 0      |
| 14   | Paul Hawkins    | Lotus-Climax / Brabham-Ford | 0      |
| 15   | Bob Anderson    | Brabham-Climax              | 0      |

| Pos. | Fahrer          | Konstrukteur   | Punkte |
| ---- | --------------- | -------------- | ------ |
| 16   | Peter de Klerk  | Alfa Romeo     | 0      |
| 17   | Tony Maggs      | Lotus-B.R.M.   | 0      |
| 18   | Jochen Rindt    | Cooper-Climax  | 0      |
| 19   | Frank Gardner   | Brabham-B.R.M. | 0      |
| 20   | Lucien Bianchi  | B.R.M.         | 0      |
| 21   | Innes Ireland   | Lotus-B.R.M.   | 0      |
| 22   | Sam Tingle      | LDS-Alfa Romeo | 0      |
| 23   | Richard Attwood | Lotus-B.R.M.   | 0      |
| 24   | David Prophet   | Brabham-Ford   | 0      |
| 25   | Ronnie Bucknum  | Honda          | 0      |
| –    | Masten Gregory  | B.R.M.         | 0      |
| –    | John Love       | Cooper-Climax  | 0      |
| –    | Mike Hailwood   | Lotus-B.R.M.   | 0      |
| –    | Chris Amon      | Lotus-B.R.M.   | 0      |
| –    | John Rhodes     | Cooper-Climax  | 0      |

### Konstrukteurswertung
| Pos. | Konstrukteur   | Punkte |
| ---- | -------------- | ------ |
| 01   | Lotus-Climax   | 36     |
| 02   | B.R.M.         | 31     |
| 03   | Ferrari        | 20     |
| 04   | Cooper-Climax  | 8      |
| 05   | Brabham-Climax | 7      |
| 06   | Brabham-B.R.M. | 2      |

| Pos. | Konstrukteur   | Punkte |
| ---- | -------------- | ------ |
| 07   | Honda          | 1      |
| 08   | Brabham-Ford   | 0      |
| 09   | Alfa Romeo     | 0      |
| 10   | Lotus-B.R.M.   | 0      |
| 11   | LDS-Alfa Romeo | 0      |